# Mezzana (Honthorst)
La mezzana (De koppelaarster) è un quadro del pittore di Utrecht Gerard van Honthorst; si tratta di un dipinto a olio del 1625 che misura 71 per 104 centimetri. Questa tela fa parte della collezione del museo centrale di Utrecht, che la acquistò nel 1951 grazie al sostegno della Vereniging Rembrandt.

## Contesto
Van Honthorst faceva parte della scuola caravaggista di Utrecht. Dal 1610 al 1620 egli soggiornò in Italia, dove si specializzò nelle opere notturne con un chiaroscuro forte, il che gli valse il soprannome di Gherardo delle Notti.

## Descrizione
Il quadro ritrae una giovane dalla scollatura provocante che sorride in maniera seducente; accanto a lei si trovano un uomo con una borsa in mano e una donna anziana. Tutti si trovano in uno spazio poco profondo. La luce della candela sul tavolo mette in risalto lo scollo della giovane e i suoi abiti colorati e decorati con le piume. A sinistra, una vecchia mezzana, dalla cui bocca chiusa spunta un dente, osserva ciò che avviene. Il liuto, in questo caso, si riferisce a un oggetto delle prostitute e pertanto ha un significato erotico. Il liuto è anche un simbolo per gli organi genitali femminili e la lussuria. Il quadro è pieno di contrasti, non solo tra la luce e l'oscurità, ma anche tra la giovinezza e la vecchiaia. Una parte del capezzolo destro della giovane si vede appena.
Un quadro dal tema simile venne dipinto da un collega di van Honthorst, Dirck van Baburen. Il personaggio della donzella apparve anche in un altro quadro di van Honthorst, la Ragazza sorridente che regge un'immagine oscena.